# Tokyo Road: Best of Bon Jovi
Tokyo Road: Best of Bon Jovi – kompilacja zespołu Bon Jovi wydana wyłącznie w Japonii w 2001 przez wytwórnię Universal Music Group.

## Spis utworów
Opracowano na podstawie materiału źródłowego.
1. „One Wild Night 2001"
2. „Bad Medicine"
3. „Livin’ on a Prayer"
4. „You Give Love a Bad Name"
5. „Keep the Faith"
6. „It’s My Life"
7. „Blood On Blood"
8. „Something for the Pain"
9. „Born to Be My Baby"
10. „Tokyo Road"
11. „Hey God"
12. „Just Older"
13. „I’ll Sleep When I’m Dead"
14. „Runaway"
15. „Wild in the Streets"
16. „Next 100 Years"

## Twórcy
- Jon Bon Jovi – śpiew, gitara akustyczna
- Richie Sambora – gitara, wokal wspierający
- Hugh McDonald – gitara basowa, wokal wspierający
- Tico Torres – perkusja, instrumenty perkusyjne
- David Bryan – keyboard, wokal wspierający
- Alec John Such – gitara basowa, wokal wspierający